# Странка Руса Србије
Странка Руса Србије (рус. Партия русских Сербии) (скраћено РУС) основана је 10. априла 2012. године у Београду под називом Странка Руса Србије. Руска странка је регистрована мањинска партија руске националне мањине, Срба такозваних русофила и свих других грађана Републике Србије она је ванпарламентара мањинска партија.
Њен први председник и оснивач и садашњи председник странке је Драган Цветковић који је раније био члан Демократске странке, који је по мајци Рус и руског порекла, изабран на изборној Скупштини 2012. године. На вандредним парламентарним изборима у Републици Србији 2014. године највила је учествовање и предају листе на Београдским локалним изборима заказаних кад и парламентарни, за 16. март 2014. године.
Њени политички ставови заснивају на пуноправно чланство Републике Србије у Европској унији као и јачање сарадње са Руском Федерацијом и русофилству, проевропеизму, антиглобализму и српском социјализму, партија се залаже за очување српске и руске национале културне баштине и националних интереса у Републици Србији, Републици Српској и Црној Гори. Странка је против уласка Републике Србије у НАТО пакт али је за сарадњу са истим кроз Партнерство за мир.
Многи Странку Руса Србије од грађана и медија мешају са Руском странком чије је седиште у Шапцу, обадве странке су странке руске националне мањине али имају различите политичке ставове и различиту политичку идеологију.

## Контроверзе
Александра Буквић одборница у скупштини града Суботице која је руског порекла и бивша чланица и председница општинског одбора Странке Руса Србије у Суботици, како је изјавила за медије смењена је од стране председника Странке Руса Србије Драгана Цветковића, због њеног иницирања у јавности за поновно увођење руског језика у Суботичке школе и школе у Републици Србији. Председника Странке Руса Србије Драгана Цветковића, Александра Буквић је оптужила преко медија за нелегитимно смењивање са дужности председника општинског одбора Странке Руса Србије и да он незаступа националне интересе руске националне мањине у Републици Србији, као да је и нелегитимни изабрани председник Странке Руса Србије.